# La Balme-les-Grottes
La Balme-les-Grottes település Franciaországban, Isère megyében. Lakosainak száma 1157 fő (2022. január 1.). La Balme-les-Grottes Lagnieu, Saint-Vulbas, Vertrieu, Hières-sur-Amby, Parmilieu és Saint-Baudille-de-la-Tour községekkel határos.

## Népesség
A település népességének változása:
| Lakosok száma | 393  | 531  | 588  | 814  | 951  | 1011 | 1060 | 1100 | 1119 | 1157 |
|               | 1968 | 1982 | 1990 | 2006 | 2013 | 2015 | 2017 | 2019 | 2020 | 2022 |